# Gleimenhain
Gleimenhain ist ein Stadtteil von Kirtorf im Norden des mittelhessischen Vogelsbergkreis.

## Ortsgeschichte

### Mittelalter
Gleimenhain wurde als Gliminhain 1279 urkundlich erwähnt. Zu dieser Zeit war der Ort fuldisches Lehen der Grafen von Ziegenhain. 1278 wurde der Ort von Graf Ludwig II. an das Kloster Haina verschenkt (Beleg fehlt).
Die ältesten bekannten Erwähnungen betreffen die ortsadligen Ritter von „Glimenhagen“: Der Ritter Ditmar (Thetmarius) bezeugte am 13. Juni 1262 die Übertragung des Patronatsrechts der „in superiori Grincenbach“ an die Kirche in Cappel. Im gleichen Jahr bezeugte der selbige Ritter Ditmar am 24. September, dass eine Leibeigene durch Graf Ludwig II. von Ziegenhain verkauft wurde.
1293 wurde ein Vertreter der Herren von Gleimenhain, genannt von dem Forste, mit einem Burgsitz erwähnt: „Ludewicus de Glimenhain“.
Die Familie war eine Bruderlinie der Herren von Wahlen. Bei dem Burgsitz handelte es sich möglicherweise um die Nellenburg, die zwischen Gleimenhain und Neustadt/Hessen liegt, die auch von den Herren von Wahlen als „unser eygin Hus“, die Nellenburg, bezeichnet wurde. 1345 wurde ein „Dytmar fon Glyminhen der alde“, ebenfalls dem Ortsadel zugehörig, urkundlich erfasst. „Rusticos in Glimenhan“ (Bauern in Gleimenhain) sind 1297 schriftlich nachgewiesen.
Der Ortsname wird auf den Personennamen Glimo zurückgeführt.
Das Dorf wurde im Spätmittelalter zur Wüstung. 1461 erwarb der spätere hessische Hofmeister Hans von Dörnberg die Wüstung und baute sie wieder auf, allerdings an einem neuen, dem heutigen Standort. Über die Gebrüder Steuber, die Gleimenhain klageweise von den Dörnberg erkämpften, kam der Ort über die Familie von Weiters im Wege der Lehnsauftragung an den hessischen Landgrafen, der ihn aber nicht dem Eußergericht unterstellte, sondern zu dem ihm allein gehörenden Kirtorfer Stadtgericht zog. Von da an ging Gleimenhain den gleichen Weg wie die anderen Dörfer der Gegend.

### Neuzeit
Die Statistisch-topographisch-historische Beschreibung des Großherzogthums Hessen berichtet 1830 über Gleimenhain:

„Gleimenhain (L. Bez. Kirtorf) evangel. Filialdorf; liegt 1 1⁄2 St. von Kirtorf, hat 39 Häuser und 242 evangelische Einwohner, so wie 1 Mühle. Gleimenhain – (Glimenhan) gehörte zur Kirche in Neustadt, ein Churhessischer Ort, und wurde 1278 von dem Grafen Ludwig von Ziegenhain, der von Fuld damit belehnt war, an das Kloster Haina geschenkt. Zwischen Gleimenhain und dem Schmitthof lag Folkershain.“

Hessische Gebietsreform (1970–1977)
Zum 31. Dezember 1971 wurde die bis dahin selbständige Gemeinde Gleimenhain im Zuge der Gebietsreform in Hessen kraft Landesgesetz in die Stadt Kirtorf eingegliedert.

### Verwaltungsgeschichte im Überblick
Die folgende Liste zeigt die Staaten und Verwaltungseinheiten, denen Gleimenhain angehört(e):
- vor 1567: Heiliges Römisches Reich, Landgrafschaft Hessen, Amt Kirtorf (Stadtgericht Kirtorf)
- ab 1567: Heiliges Römisches Reich, Landgrafschaft Hessen-Marburg, Amt Kirtorf[14]
- 1604–1648: Heiliges Römisches Reich, strittig zwischen Landgrafschaft Hessen-Darmstadt und Landgrafschaft Hessen-Kassel (Hessenkrieg)
- ab 1604: Heiliges Römisches Reich, Landgrafschaft Hessen-Darmstadt, Oberfürstentum Hessen, Oberamt Alsfeld, Amt Kirtorf
- ab 1806: Großherzogtum Hessen,[Anm. 2] Fürstentum Oberhessen, Oberamt Alsfeld[15][16]
- ab 1815: Großherzogtum Hessen, Provinz Oberhessen, Amt Romrod[17]
- ab 1821: Großherzogtum Hessen, Provinz Oberhessen, Landratsbezirk Kirtorf[18][Anm. 3]
- ab 1832: Großherzogtum Hessen, Provinz Oberhessen, Kreis Alsfeld
- ab 1848: Großherzogtum Hessen, Regierungsbezirk Alsfeld
- ab 1852: Großherzogtum Hessen, Provinz Oberhessen, Kreis Alsfeld
- ab 1867: Norddeutscher Bund, Großherzogtum Hessen, Provinz Oberhessen, Kreis Alsfeld
- ab 1871: Deutsches Reich, Großherzogtum Hessen, Provinz Oberhessen, Kreis Alsfeld
- ab 1918: Deutsches Reich, Volksstaat Hessen, Provinz Oberhessen, Kreis Alsfeld
- ab 1938: Deutsches Reich, Volksstaat Hessen, Landkreis Alsfeld[19]
- ab 1945: Deutsches Reich, Amerikanische Besatzungszone,[Anm. 4] Groß-Hessen, Regierungsbezirk Darmstadt, Landkreis Alsfeld
- ab 1946: Deutsches Reich, Amerikanische Besatzungszone, Hessen, Regierungsbezirk Darmstadt, Landkreis Alsfeld
- ab 1949: Bundesrepublik Deutschland, Hessen, Regierungsbezirk Darmstadt, Landkreis Alsfeld
- ab 1972: Bundesrepublik Deutschland, Hessen, Regierungsbezirk Darmstadt, Vogelsbergkreis, Stadt Kirtorf
- ab 1981: Bundesrepublik Deutschland, Hessen, Regierungsbezirk Gießen, Vogelsbergkreis, Stadt Kirtorf

### Gerichtszugehörigkeit seit 1803
In der Landgrafschaft Hessen-Darmstadt wurde mit Ausführungsverordnung vom 9. Dezember 1803 das Gerichtswesen neu organisiert. Für die Provinz Oberhessen wurde das Hofgericht Gießen als Gericht der zweiten Instanz eingerichtet. Die Rechtsprechung der ersten Instanz wurde durch die Ämter bzw. Standesherren vorgenommen und somit war für Gleimenhain das „Amt Romrod“ zuständig. Nach der Gründung des Großherzogtums Hessen 1806 wurden die Aufgaben der ersten Instanz 1821 im Rahmen der Trennung von Rechtsprechung und Verwaltung auf die neu geschaffenen Landgerichte übertragen. „Landgericht Homberg an der Ohm“ war daher von 1821 bis 1879 die Bezeichnung für das erstinstanzliche Gericht in Homberg an der Ohm, das für Gleimenhain zuständig war.
Anlässlich der Einführung des Gerichtsverfassungsgesetzes mit Wirkung vom 1. Oktober 1879, infolge derer die bisherigen großherzoglichen Landgerichte durch Amtsgerichte an gleicher Stelle ersetzt wurden, während die neu geschaffenen Landgerichte nun als Obergerichte fungierten, kam es zur Umbenennung in „Amtsgericht Homberg an der Ohm“ und Zuteilung zum Bezirk des Landgerichts Gießen. Am 15. Juni 1943 wurde das Gericht zur Zweigstelle des Amtsgerichtes Alsfeld, aber bereits wieder mit Wirkung vom 1. Juni 1948 in ein Vollgericht umgewandelt. Am 1. Juli 1968 erfolgte die Auflösung des Amtsgerichts Homberg und Gleimenhain wurde dem Bereich des Amtsgerichts Kirchhain zugeteilt.

## Bevölkerung

### Einwohnerstruktur 2011
Nach den Erhebungen des Zensus 2011 lebten am Stichtag dem 9. Mai 2011 in Gleimenhain 165 Einwohner. Darunter waren 4 (2,4 %) Ausländer. Nach dem Lebensalter waren 15 Einwohner unter 18 Jahren, 75 zwischen 18 und 49, 45 zwischen 50 und 64 und 27 Einwohner waren älter. Die Einwohner lebten in 66 Haushalten. Davon waren 21 Singlehaushalte, 15 Paare ohne Kinder und 27 Paare mit Kindern, sowie 3 Alleinerziehende und keine Wohngemeinschaften. In 12 Haushalten lebten ausschließlich Senioren und in 15 Haushaltungen lebten keine Senioren.

### Einwohnerentwicklung
| • 1791: | 176 Einwohner            |
| • 1800: | 182 Einwohner            |
| • 1806: | 199 Einwohner, 32 Häuser |
| • 1829: | 242 Einwohner, 39 Häuser |
| • 1867: | 228 Einwohner, 38 Häuser |

| Gleimenhain: Einwohnerzahlen von 1791 bis 2015 | Gleimenhain: Einwohnerzahlen von 1791 bis 2015 | Gleimenhain: Einwohnerzahlen von 1791 bis 2015 | Gleimenhain: Einwohnerzahlen von 1791 bis 2015 | Gleimenhain: Einwohnerzahlen von 1791 bis 2015 |
| --- | ---------------------------------------------- | ---------------------------------------------- | ---------------------------------------------- | ---------------------------------------------- |
| Jahr |                                                |                                                |                                                | Einwohner                                      |
| 1791 | 1791                                           |                                                | 176                                            | 176                                            |
| 1800 | 1800                                           |                                                | 182                                            | 182                                            |
| 1806 | 1806                                           |                                                | 199                                            | 199                                            |
| 1829 | 1829                                           |                                                | 242                                            | 242                                            |
| 1834 | 1834                                           |                                                | 232                                            | 232                                            |
| 1840 | 1840                                           |                                                | 242                                            | 242                                            |
| 1846 | 1846                                           |                                                | 246                                            | 246                                            |
| 1852 | 1852                                           |                                                | 228                                            | 228                                            |
| 1858 | 1858                                           |                                                | 209                                            | 209                                            |
| 1864 | 1864                                           |                                                | 217                                            | 217                                            |
| 1871 | 1871                                           |                                                | 208                                            | 208                                            |
| 1875 | 1875                                           |                                                | 210                                            | 210                                            |
| 1885 | 1885                                           |                                                | 197                                            | 197                                            |
| 1895 | 1895                                           |                                                | 213                                            | 213                                            |
| 1905 | 1905                                           |                                                | 204                                            | 204                                            |
| 1910 | 1910                                           |                                                | 194                                            | 194                                            |
| 1925 | 1925                                           |                                                | 197                                            | 197                                            |
| 1939 | 1939                                           |                                                | 187                                            | 187                                            |
| 1946 | 1946                                           |                                                | 248                                            | 248                                            |
| 1950 | 1950                                           |                                                | 285                                            | 285                                            |
| 1956 | 1956                                           |                                                | 221                                            | 221                                            |
| 1961 | 1961                                           |                                                | 200                                            | 200                                            |
| 1967 | 1967                                           |                                                | 180                                            | 180                                            |
| 1970 | 1970                                           |                                                | 156                                            | 156                                            |
| 1980 | 1980                                           |                                                | ?                                              | ?                                              |
| 1990 | 1990                                           |                                                | ?                                              | ?                                              |
| 2000 | 2000                                           |                                                | ?                                              | ?                                              |
| 2011 | 2011                                           |                                                | 165                                            | 165                                            |
| 2015 | 2015                                           |                                                | 171                                            | 171                                            |
| Datenquelle: Historisches Gemeindeverzeichnis für Hessen: Die Bevölkerung der Gemeinden 1834 bis 1967. Wiesbaden: Hessisches Statistisches Landesamt, 1968. Weitere Quellen: ; Stadt Kirdorf: Stadtteile im Webarchiv; Zensus 2011 |                                                |                                                |                                                |                                                |

### Historische Religionszugehörigkeit
| • 1829: | 242 evangelische (= 100 %) Einwohner                             |
| • 1961: | 193 evangelische (= 96,50 %), 7 katholische (= 3,50 %) Einwohner |

## Ortsbeirat
- Der Ortsbeirat besteht aus fünf Mitgliedern; neuer Ortsvorsteher ist Thorsten Becker.[28]

## Kultur und Sehenswürdigkeiten

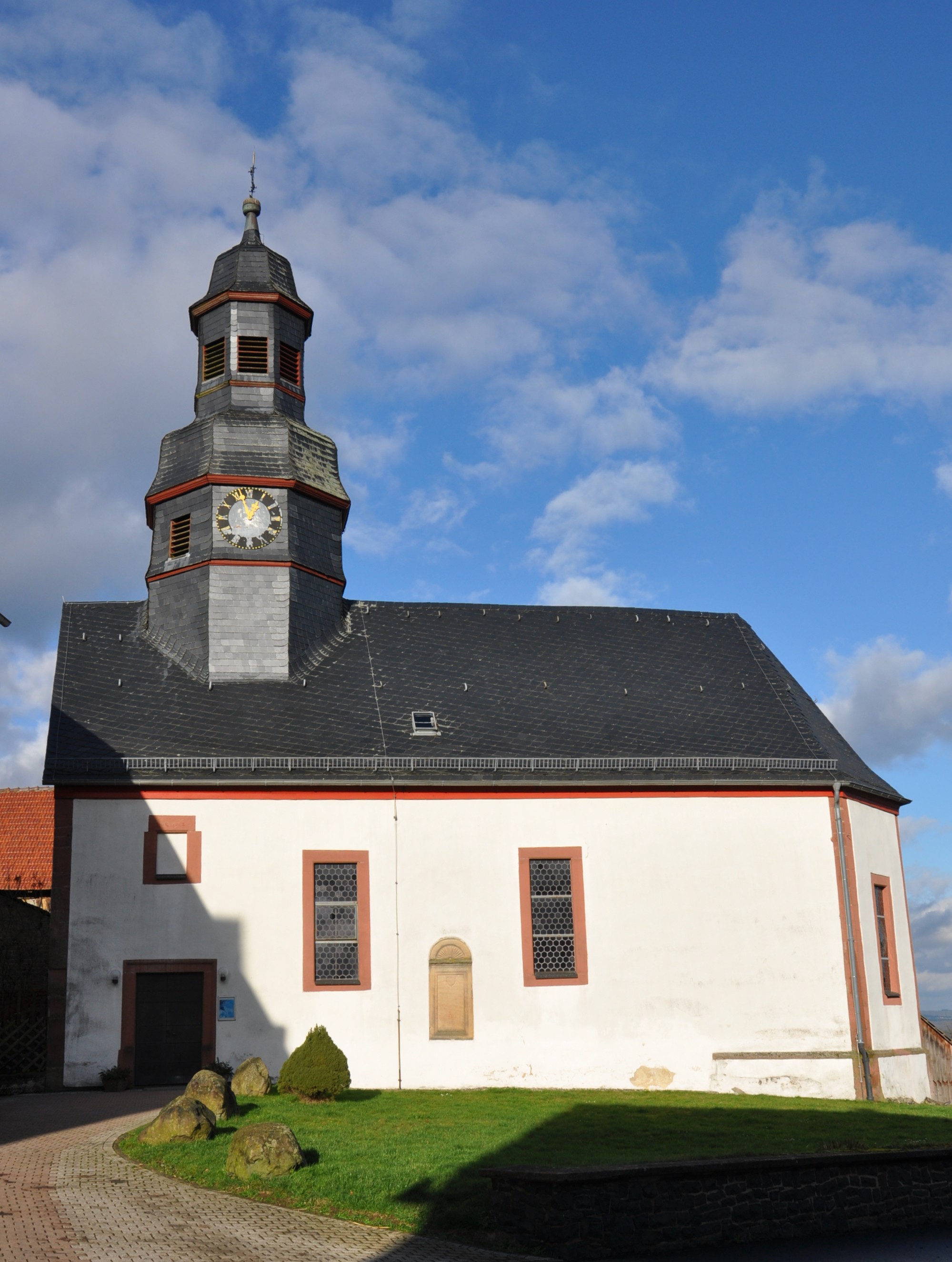
Evangelische Kirche in Gleimenhain

### Bauwerke
Sehenswert sind hier unter anderem:
- Die Mühlen im Otterbachtal
- Die Nellenburg in der Feldgemarkung zwischen Neustadt und Gleimenhain
- Die heute barocke Dorfkirche die auf romanischen Grundmauern errichtet wurde mit einem gotischen Chor aus dem 13. Jahrhundert

## Infrastruktur
- In Gleimenhain gibt es ein Dorfgemeinschaftshaus, und einen Mehrgenerationenraum.
- An Vereinen gibt es die Freiwillige Feuerwehr und die Jagdgenossenschaft.

## Sonstiges
Am 29. November 2007 wurde Gleimenhain in der Hessenschau des hr-fernsehens als Dolles Dorf gezogen. Der Beitrag wurde am 1. Dezember 2007 im hr ausgestrahlt. Am 6. Juni 2008 trat Gleimenhain auf dem Hessentag in Homberg (Efze) im Finale gegen vier weitere Dörfer an und belegte zusammen mit Todenhausen den vierten Platz.